# رویداد انقراض دونین پسین
انقراض اواخر دوره دوونین یکی از پنج انقراض بزرگ در تاریخ زمین بوده‌است. که نشانه آغاز آخرین مرحله از دوران دوونین است.
حادثه انقراض در حدود ۳۷۴ میلیون سال پیش اتفاق افتاد.
۱۹٪ از تمام خانواده‌ها و ۵۰٪ از کل انواع منقرض شدند.
گر چه مسلم است انقراضی در آن دوره اتفاق افتاده ولی مدت زمانی که شرایط نامساعد بود و انقراض رخ داد مشخص نیست. تخمین مدت انقراض بین ۰٫۵ میلیون سال تا ۲۵ میلیون سال است.
مشخص نیست که یک حادثه بزرگ باعث انقراض شده یا چند انقراض کوچکتر پیوسته باعث این حادثه شده‌است بر اساس نتایج بدست آمده اخیر فرضیه دوم قوت گرفته‌است.
اصل حادثه ای که باعث انقراض در این دوران گشته مشخص نمی‌باشد. ولی تغییرات سطح آب دریاها کاهش اکسیژن و آتشفشان‌های دریایی یا آغاز شدن عصر یخبندان در آن دوره می‌تواند از احتمالات انقراض بیان کرد. همین‌طور تأثیرات فضایی مانند برخورد شهاب سنگ را می‌توان بیان داشت.
در این دوره در خشکی گیاهان حشرات و دوزیستان به فراوانی یافت می‌شدند. در دریاها هم صخره‌های بزرگی از مرجان و استرومتوپرویدا (Stromatoporoidea) وجود داشت. گوندوانا و اورامریکا در حال همگرا شدن برای به وجود آوردن پانگئا بودند. انقراض زندگی بازوپایان و مرجانها را زیر تأثیر خود قرار داد.